# Buněčná membrána
Buněčné membrány jsou membrány, které se vyskytují v buňce. Rozlišujeme cytoplazmatickou membránu, která odděluje buňku od okolního prostředí, a ostatní membrány, které jsou součástí různých organel, vezikulů či jiných struktur a člení vnitřní prostředí buňky (tzv. endomembránový systém).

## Stavba
Stavba membrány je patrně nejlépe popsána v rámci tzv. mozaikového modelu, který říká, že je tvořena dvojitou vrstvou fosfolipidů a proteiny, které se mohou v rámci jedné vrstvy relativně volně a nahodile pohybovat (tzv. fluidita nebo tekutost, polotekutost). Každý fosfolipid se skládá z polární části a nepolární lipidové části. (Struktura molekuly fosfolipidu je někdy kvůli typické velikosti polární a nepolární části a jejich prostorovému uspořádání přirovnávána k hydrofilní hlavičce a hydrofobnímu ocásku.) Díky tomu má jak samotná molekula fosfolipidu, tak i celá membrána, amfipatický (amfifilní) charakter, což znamená, že hydrofilní (polární) části interagují s molekulami vody, zatímco nepolární část je hydrofobní a interaguje spolu navzájem. Tak vzniká povrchová hydrofilní vrstva membrány a vnitřní hydrofobní část. Díky tomu je polopropustná (semipermeabilní), nepropustí polární a nabité částice. Výjimkou je voda. Proteiny mají mj. transportní funkci a dostávají dovnitř látky, které membrána nepropustí vůbec nebo nesnadno.
Přesněji: Polární část molekuly obsahuje fosfátovou, karboxylovou nebo aminoskupinu, nepolární částí jsou řetězce mastných kyselin, převážně kyseliny olejové, stearové a palmitové.

## Membrány organel
V buňce je dynamický systém membrán nazýván endomembránový systém. Membrána vakuol se nazývá tonoplast a má totožnou stavbu jako cytoplazmatická membrána, která obaluje i celou buňku. Buněčné jádro je také obaleno membránou, která se nazývá karyolema, která je ale zdvojnásobená, což znamená, že jádro je vlastně obaleno dvěma membránami. V jaderné membráně jsou navíc póry, kterými mohou proházet potřebné látky. Podobnou membránu jako jádro mají i chloroplasty a mitochondrie, tedy také je dvojnásobná. U chloroplastů jsou obě tyto membrány hladké a rovné, ale druhá vnitřní membrána mitochondrií vytváří výběžky tzv. kristy. Další membránové organely jsou lysozomy, Golgiho aparát a endoplazmatické retikulum.